# Saltley
Saltley is een historisch merk van motorfietsen.
De bedrijfsnaam was: Saltley Cycle Co., Queens Chambers, Birmingham.
Saltley was een Engels rijwielmerk dat van 1919 tot 1924 motorfietsen produceerde. Men produceerde eigen frames waarin inbouwmotoren van andere merken werden gehangen. Saltley gebruikte 269 cc Villiers-, 347 cc Vulcanus- en 497 cc Blackburne-motoren.
In de jaren na de Eerste Wereldoorlog gingen zowel in Duitsland als in het Verenigd Koninkrijk veel kleine bedrijfjes motorfietsen produceren. Enerzijds omdat men mogelijk oorlogsproducten had gemaakt en zonder werk zat, anderzijds omdat betaalbare motorfietsen goed te verkopen waren. Bovendien was de rijwielmarkt ook al verzadigd omdat de rijwielindustrie vanaf 1880 sterk gegroeid was. Men had niet de kennis en de mogelijkheden een eigen motorblok te construeren, maar juist bedrijven als Villiers en Blackburne waren gespecialiseerd in het produceren van inbouwmotoren voor anderen. Omdat veel fabrikanten op hetzelfde idee kwamen, was de concurrentie enorm en duurde de productie meestal niet lang.